# وای آمپول
وای آمپول فیلمی به نویسندگی و کارگردانی علیرضا محمودزاده و تهیه‌کنندگی داریوش باباییان محصول سال ۱۳۹۶ است. این فیلم که در سال ۱۳۹۷ شد به دغدغه‌های کودکی کارگردان می‌پردازد.

## خلاصه داستان
خانواده آمپول‌چی که تولیدکننده آمپول هستند که با وحشت یکی از فرزندانشان از آمپول مواجه می‌شوند ولی درنهایت ورزش فوتبال و انتخاب برای رده‌های قهرمانی به کمک فرزندشان می‌آید.

## بازیگران
| بازیگر         | نقش        |
| -------------- | ---------- |
| ژیار محمدزاده  | امیر       |
| پارسیا شکوری   | برادر امیر |
| هوشنگ حریرچیان | آقاجون     |
| رضا شفیعی جم   | پدر امیر   |
| علی صادقی      | دایی امیر  |
| شهرام قائدی    | ناظم       |
| حدیث فولادوند  | مادر امیر  |